# Acroniopus
Acroniopus là một chi bọ cánh cứng trong họ 
Elateridae.
Chi này được miêu tả khoa học năm 1844 bởi Erichson.

## Các loài
Các loài trong chi này gồm:
- Acroniopus ater Candèze, 1863
- Acroniopus fuliginosus Candèze, 1863
- Acroniopus granulatipennis (Lea, 1908)
- Acroniopus humilis (Erichson, 1842)
- Acroniopus infimus (Erichson, 1842)
- Acroniopus marginicollis Schwarz, 1906
- Acroniopus rufipennis W.J. Macleay, 1872
- Acroniopus sydneyanus (Boisduval, 1835)